# Sierra de las Quijadas

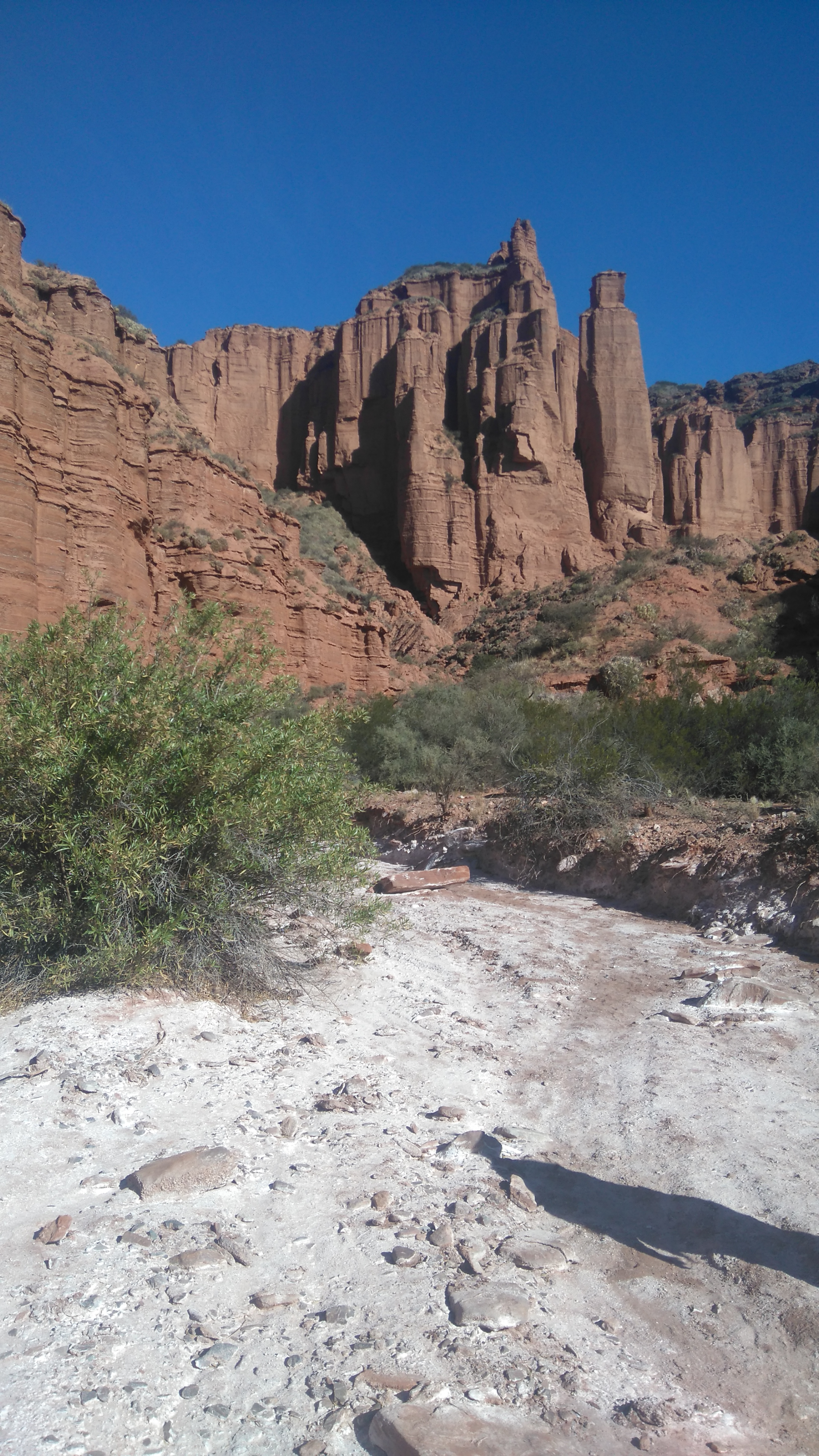
Sierra de las Quijadas (San Luis, 2017)

La Sierra de las Quijadas es un cordón montañoso ubicado en la provincia de San Luis, Argentina; forma parte integral de las Sierras Pampeanas. Son satélites de las cercanas sierras de Córdoba.
En el pasado fue una región habitada por los indios Huarpes. Se ha comprobado la existencia de pterosaurios o reptiles voladores de hace 100 millones de años, habiendo huellas de pisadas de dinosaurios de hace 120 millones de años.
Las sierras ofrecen un imponente paisaje de muros estratificados con numerosos tonos rojizos.

## Ubicación
Se ubica en a provincia de San Luis entre los departamentos Belgrano y Ayacucho.

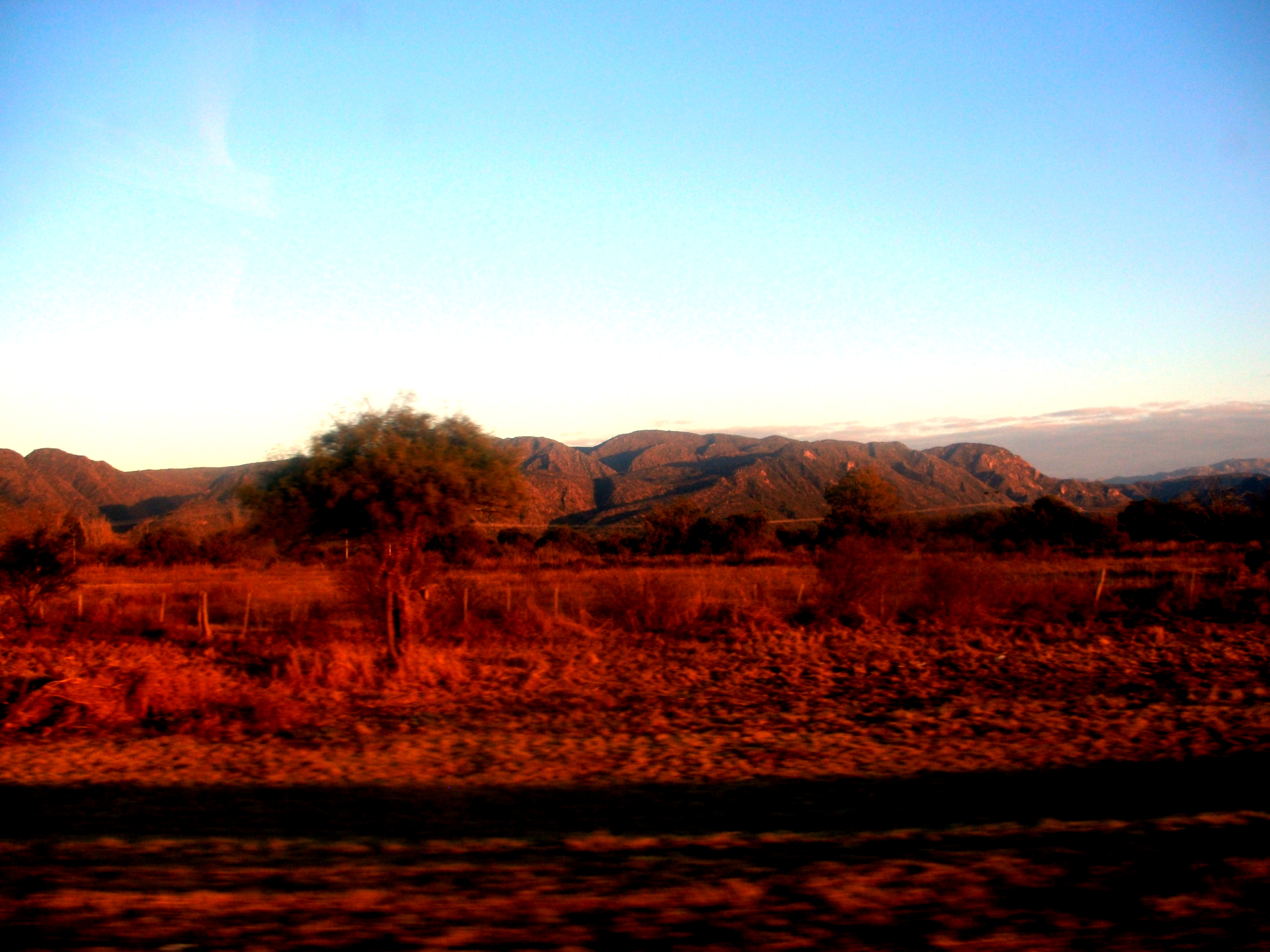
Sierra de las Quijadas con su distintivo tono rojizo desde la Ruta Nacional 20